# رنيم (اسم)
رنيم هو اسم علم مؤنث من أصل عربي، ومعناه هو من الرقي الذي هو التحضر والتقدم النبيلة.

## شخصيات تحمل الاسم
- رنيم الوليلي (لاعبة اسكواش مصرية، 1989 – )

## وصلات خارجية
- موسوعة السلطان قابوس لأسماء العرب نسخة محفوظة 5 أبريل 2019 على موقع واي باك مشين.